# Hamnskäret, Houtskär
Hamnskäret är en ö i Finland. Den ligger i Skärgårdshavet och i kommunen Pargas i den ekonomiska regionen  Åboland i landskapet Egentliga Finland, i den sydvästra delen av landet. Ön ligger omkring 69 kilometer väster om Åbo och omkring 210 kilometer väster om Helsingfors.
Öns area är 4,8 hektar och dess största längd är 360 meter i nord-sydlig riktning.